# Pet Rock

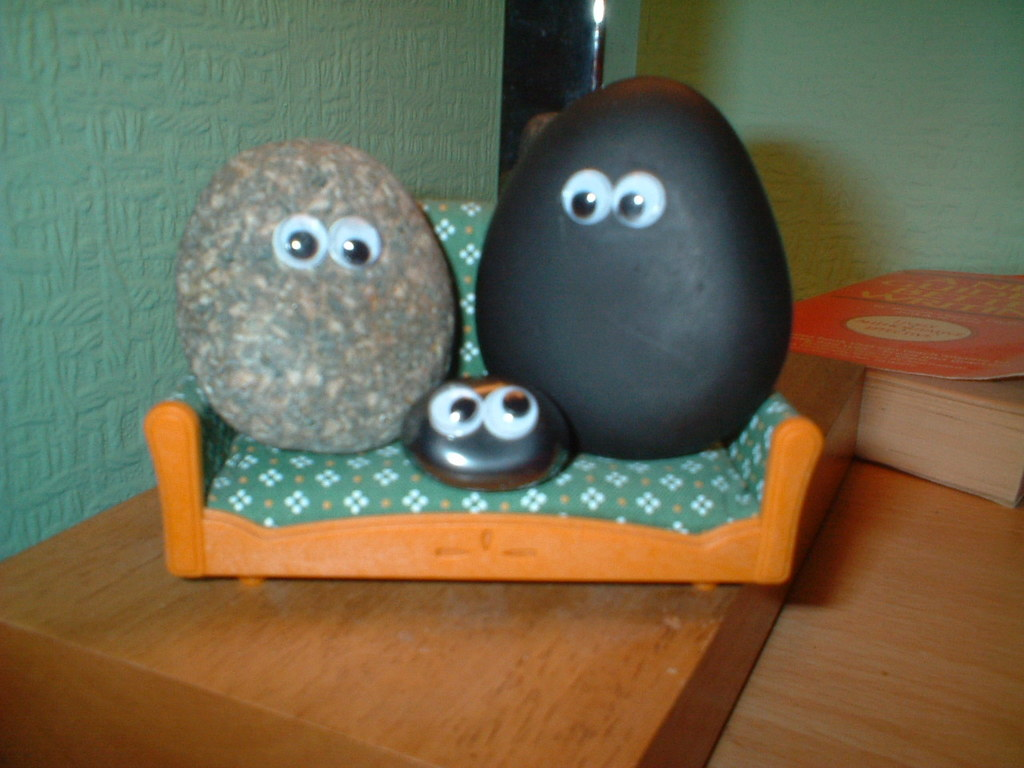
Las Pet rock fueron una moda de corta duración en la década de los 70.

Las Pet Rock ("roca mascota" en español) fueron un coleccionable concebido en 1975 por el ejecutivo publicitario Gary Dahl.

## Desarrollo de la idea
En abril de 1975, Dahl estaba en un bar (el cual es ahora el salón de cata de los viñedos Beauregard en Bonny Doon), escuchando las quejas de sus amigos respecto a sus mascotas y ello le dio la idea para la mascota 'perfecta': una piedra. Una piedra no necesitaría ser alimentada, paseada, bañada o peinada tampoco moriría, enfermaría o desobedecería. Dahl decía que serían las mascotas perfectas y bromeó acerca de ello con sus amigos.
Dahl se tomó en serio la idea y bosquejó un manual de instrucciones para una pet rock. El manual estaba lleno de juegos de palabras, chistes y bromas acerca de la piedra como una mascota real. Las pet rock originales no tenían ojos.

## Comercialización
Las primeras pet rock eran piedras grises ordinarias compradas en almacenes de materiales para la construcción y eran vendidas como mascotas vivas en cajas de cartón diseñadas para este fin, el interior de la caja tenía un relleno de  paja y la caja tenía hoyos para que la 'mascota' respirara. Esta novedad duró cerca de seis meses, al terminar un ligero aumento de las ventas durante la temporada navideña de 1975. Aunque para febrero de 1976 ya estaban descontinuadas por sus bajas ventas, Dahl vendió 1,5 millones de estas ´mascotas' y se volvió millonario.
Se incluía un manual de 32 páginas titulado El cuidado y entrenamiento de tu pet rock el cual contenía instrucciones acerca de cómo cuidar la pet rock, el manual carecía notablemente de instrucciones sobre la alimentación y bañado de la mascota. El manual de instrucciones era el producto real y estaba lleno de bromas y juegos de palabras; contenía muchas órdenes que se le podían enseñar a la nueva mascota. Mientras que las órdenes '¡sentada!' y '¡quieta!' eran fáciles de cumplir, la orden '¡rueda!' requería usualmente un poco de ayuda del entrenador, pero las órdenes '¡ven!', '¡levántate!' y '¡mueve las manos¡' eran casi imposibles de enseñar, la orden '¡ataca!' era muy sencilla (con algo de ayuda del dueño). También era muy fácil enseñar a las mascotas a hacer sus necesidades fisiológicas, ya que de hecho, eran piedras.
La mayor inversión de Dahl era el cortado y ensamblado de las cajas. Las piedras le costaban sólo un centavo cada una y la paja de relleno en las cajas era casi gratuita. Para la primera impresión de manuales de instrucciones, Dahl aprovechó el trabajo de impresión que un cliente le había pedido y metió el manual entre el trabajo principal que el cliente le había encargado. Esto dio como resultado un trabajo en lote que solamente requería recortar y que el costo por el trabajo fuera casi nulo, excepto por algo de labor manual.
Con el dinero que ganó Dahl, compró un bar en el centro de Los Gatos, California, llamado irónicamente "Carry Nations", pero, tras muchas dificultades se vio obligado a venderlo al cabo de ocho meses. Después de eso Dahl siguió trabajando en publicidad, pero durante muchos años evitó las entrevistas porque un grupo de locos lo acosaba con demandas legales y amenazas. Dahl dijo en 1988, "En ocasiones doy una mirada al pasado y me pregunto si mi vida hubiera sido más simple de no haber hecho lo que hice".

## Disponibilidad
Las Pet Rock estuvieron disponibles de nuevo a la venta el 3 de septiembre de 2012. Rosebud Entertainment tiene actualmente en Estados Unidos la marca registrada y los derechos de venta de las pet rock. Incluso hoy en día se siguen vendiendo por USD$ 20 cada uno.